# Rebeca Andrade
Pour les articles homonymes, voir Andrade.
Rebeca Andrade est une gymnaste artistique brésilienne, née le 8 mai 1999 à Guarulhos.
Elle a remporté de nombreuses médailles internationales, devenant notamment championne olympique et championne du monde au saut de cheval en 2021, avant de remporter deux autres titres mondiaux : au concours individuel en 2022 et à nouveau au saut en 2023.
Le 5 août 2024, elle est sacrée championne olympique au sol aux Jeux olympiques d'été à Paris.

## Biographie
Rebeca Rodrigues de Andrade est née le 8 mai 1999 à Guarulhos, dans la région métropolitaine de São Paulo. Elle commence à pratiquer la gymnastique artistique à l'âge de 4 ans.
Sa carrière senior débute en 2015 lors d'une étape de Coupe du monde à Ljubljana, où elle remporte une médaille de bronze aux barres asymétriques.
Elle est ensuite sélectionnée dans l'équipe brésilienne pour les Jeux olympiques de 2016 qui se déroulent dans son pays, à Rio de Janeiro. Elle participe à deux finales : par équipes, où le Brésil termine 8e, et au concours général individuel, où elle se classe 11e.
En 2018, elle est vice-championne par équipes lors des Championnats panaméricains de gymnastique (en) à Lima.
En 2021, elle remporte deux titres aux Championnats panaméricains (en) à Rio de Janeiro, par équipes et au concours général individuel, ce qui lui permet de se qualifier pour les Jeux olympiques de Tokyo. Lors de ces Jeux, elle devient vice-championne olympique au concours général individuel derrière l'Américaine Sunisa Lee. Elle est la première de son pays à remporter une médaille olympique en gymnastique artistique féminine. Deux jours plus tard, elle devient championne olympique en saut de cheval femmes devant l'Américaine MyKayla Skinner et la Sud-Coréenne Yeo Seo-jeong.

## Palmarès

### Jeux olympiques
- Rio 2016
  - 8e au concours général par équipe
  - 11e au concours général individuel

- Tokyo 2020 (2021)[5]
  -  médaille d'argent au concours général individuel
  -  médaille d'or au saut de cheval

- Paris 2024
  -  médaille de bronze au concours général par équipe
  -  médaille d’argent au concours général individuel
  -  médaille d'argent au saut de cheval
  -  médaille d'or au sol

### Championnats du monde
- Doha 2018
  - 7e au concours par équipes
- Kitakyūshū 2021
  -  médaille d'or au saut de cheval
  -  médaille d'argent aux barres asymétriques
- Liverpool 2022
  -  médaille d'or au concours général individuel
  -  médaille de bronze au sol
- Anvers 2023
  -  médaille d'or au saut de cheval
  -  médaille d'argent au concours par équipes
  -  médaille d'argent au concours général individuel
  -  médaille d'argent au sol
  -  médaille de bronze à la poutre

### Championnats panaméricains
- Lima 2018 (en)
  -  médaille d'argent au concours par équipes

- Rio de Janeiro 2021 (en)
  -  médaille d'or au concours général individuel
  -  médaille d'or au concours par équipes